# 가족주의
가족주의(Familialism, Familism)는 가족에 우선권을 두는 하나의 이데올로기이다.  이 용어는 주로 복지제도에서 사용되는 데, 가족 구성원 모두가 가족 구성원을 돕는 책임을 가져야 하면 정부에게 이 책임을 전가하지 않아야 한다는 것이다.  가족주의는 가족적 가치를 함의하는 것으로 개인의 이익보다는 가족의 필요를 더 중시 여긴다는 것을 의미한다.

## 유교적 가족주의
유교적 가족주의는 남성중심적 혈통주의이며 다른 방식으로 확장된 것이 동문관계이며 학연, 지연이다. 

## 같이 보기
- 족벌주의
- 핵가족
- 출생주의
- 대가족
- 한부모
- 일본의 마음을 소중히 하는 당
- 우리는 가족